# Itame paulensis
Itame paulensis är en fjärilsart som beskrevs av William Schaus 1901. Itame paulensis ingår i släktet Itame och familjen mätare. Inga underarter finns listade i Catalogue of Life.